# هذا العالم والآخر
"هذا العالم والآخر" (Este Mundo e o Outro) هي مجموعة من النصوص القصيرة والمقالات التي كتبها جوزيه ساراماغو في فترة السبعينيات. العمل ليس رواية تقليدية ذات حبكة وشخصيات محددة بل يمثل تأملات فكرية وأدبية تتناول قضايا متعددة. يُعد هذا الكتاب بمثابة مدخل مهم لفهم تطور فكر ساراماغو حيث تظهر فيه ملامح أسلوبه المستقبلي ومواقفه الفكرية التي سيتوسع فيها لاحقًا في رواياته الكبرى مثل "العمى" و"انقطاعات الموت".

## المؤلف
جوزيه ساراماغو وُلد في 16 نوفمبر 1922 في البرتغال وتوفي في عام 2010 هو أحد أبرز الأسماء في الأدب البرتغالي المعاصر. حصل على جائزة نوبل في الأدب عام 1998 وتُعد أعماله من أكثر النصوص تأثيرًا وعمقًا في الأدب الأوروبي. كتب في الرواية والمقالة والمسرح وتميز بأسلوب فريد يجمع بين السرد الفلسفي واللغة الرمزية حيث تطرح كتاباته قضايا الإنسان والسلطة والعدالة والدين والوجود بأسلوب ساخر تأملي.

## ملخص
يتألف "هذا العالم والآخر" من مجموعة مقالات قصيرة كتبها ساراماغو في جريدة برتغالية ثم جمعت في كتاب واحد. في هذه المقالات يعرض الكاتب مشاهد يومية أفكارًا فلسفية وتأملات في الطفولة والزمن والموت والحياة. ومن خلال هذه التأملات يفتح أبوابًا عميقة للتفكير في طبيعة الوجود الإنساني.
تتميز كل مقالة بموقف محدد : رجل يراقب المطر ويفكر في معنى الانتظار وطفل يتساءل عن الله وامرأة تتأمل فقدان زوجها أو نقاش داخلي بين الأمل واليأس. قد تبدو المواضيع بسيطة ظاهريًا لكنها تحمل دلالات وجودية عميقة.

## الحبكة والأسلوب
نظرًا لأن الكتاب ليس رواية تقليدية فلا توجد حبكة سردية واحدة. ومع ذلك فإن الوحدة الفنية فيه تتحقق عبر الأسلوب الذي يستخدمه ساراماغو : جمل طويلة بلا فواصل تقليدية وأسلوب السرد المتدفق وتعدد الأصوات الداخلية. تتكرر بعض الثيمات بين المقالات مثل الزمن والانتظار القلق والبحث عن المعنى ما يمنح الكتاب تماسكًا معنويًا وفكريًا.
أسلوب ساراماغو يتميز بكونه غير مباشر وغالبًا ما يستخدم السخرية كوسيلة لنقد الواقع أو تسليط الضوء على مفارقات الوجود. اللغة تتراوح بين البساطة اليومية والتأمل الفلسفي العميق وهو ما يجعل القارئ يعيش تجربة فكرية وإنسانية ممتعة ومركبة في آنٍ واحد.

## الشخصيات
لا توجد شخصيات رئيسية محددة في هذا العمل لكنه يعج بأصوات إنسانية عابرة : رجل وامرأة وطفل وشيخ أو حتى الراوي نفسه الذي قد يكون ساراماغو أو قارئًا افتراضيًا يتأمل النص. كل صوت يُعبر عن تجربة إنسانية فريدة لكن دون أسماء أو تفاصيل كثيرة وكأن الشخصيات رموز تمثل الوجود البشري عامة.

## المغزى
يسعى ساراماغو من خلال هذا الكتاب إلى دفع القارئ للتفكير في معنى الحياة والموت والزمن والعلاقات الإنسانية. المغزى الأساسي يكمن في أن الحياة مليئة بالتناقضات وأن الإنسان رغم سعيه للفهم يظل عاجزًا عن إدراك كل شيء.
الكتاب يدعو إلى التأمل لا إلى اتخاذ مواقف جاهزة. يطالب القارئ بأن يُعيد النظر في قناعاته وأن يقرأ بين السطور. كما ينتقد الكاتب السلطة الدينية والسياسية ويشكك في المسلمات ويدعو إلى تحرر الفكر.

## النقد الأدبي
لاقى الكتاب استحسان النقاد في البرتغال وخارجها واعتُبر مقدمة فكرية وفنية لأعمال ساراماغو الكبرى. أشاد النقاد بجرأته في تناول مواضيع حساسة وبتقنياته الأسلوبية المتميزة. ومع أن الكتاب لا يقدم حبكة سردية تقليدية إلا أن قوته تكمن في عمقه الفلسفي وتنوع موضوعاته.
بعض النقاد أشاروا إلى صعوبة الأسلوب في البداية بسبب الجمل الطويلة وغياب علامات الترقيم التقليدية لكنهم رأوا أن هذا جزء من جماليات الكتابة التي تميز ساراماغو. كما أثنوا على قدرته في تحويل مشاهد يومية إلى تأملات وجودية.